# تسويوشي شيمامورا
تسويوشي شيمامورا (باليابانية: 島村 毅) (10 أغسطس 1985 في كوشيغايا في اليابان – )؛ هو لاعب كرة قدم ياباني سابق كان يلعب كمدافع.

## وصلات خارجية
- تسويوشي شيمامورا على موقع رابطة كرة القدم اليابانية للمحترفين (اليابانية)
- تسويوشي شيمامورا على موقع قاعدة بيانات كرة القدم.إي يو (الإنجليزية)
- تسويوشي شيمامورا على موقع Soccerway.com (الإنجليزية)
- تسويوشي شيمامورا على موقع عالم كرة القدم.نت (الإنجليزية)